# 佛說布施經
《佛說布施經》（藏語：？，威利转写：Sbyin-paḥi phan-yon bstan-pa；布施、佈施通用），由宋代的印度來華譯經僧人法天（又名法賢）所譯，收錄於大正藏經集部第16冊第705部、乾隆藏宋元入藏诸大小乘59冊805部，另於房山石經、高麗藏、嘉興藏、中華藏、永樂南藏、永樂北藏、普寧藏、至元錄、卍正藏等經藏皆有收錄此經典。

## 內容概要
當時，釋迦牟尼佛在舍衛國的祗園精舍（亦稱祗樹給孤獨園），向諸位比丘宣說三十七種布施法、什麼才是真正的布施，以什麼樣的方式行布施，得什麼樣的殊勝果報。奉行十善得什麼樣的果報，以上妙飲食供養三寶將獲得什麼樣的利益，並告知此三十七種布施，是智者奉行的微妙行持，要諸比丘依教奉行。若南贍部洲的一切眾生，能依照所說行布施，則所求所願，無不圓滿實現。
- 行布施時，將根據自身的心願而得相應的果報。親手以美觀之物、名貴的香料、上妙的飲食、柔軟的用具布施他人，可得眾人尊重、眷屬圓滿、生活富貴安樂的果報。以飲食布施，得氣力強健之果報。布施酥油燈，可得天眼。以音樂布施，可得天耳。布施醫藥，可得長壽。以住宅布施，得樓閣、田園。向人宣講正法，行法布施，可得甘露

- 奉行十善，可得種種果報: 不中途夭折、不散失錢財、親眷清淨、言語真誠深刻、不遭人嫉妒、人見歡喜、親友和睦、不墮貧窮下賤之地、相貌端正並且具有相應的智慧。

- 上妙飲食供養三寶可得五種利益[4]：

  - 身相端莊

  - 氣力增盛

  - 壽命延長

  - 快樂安穩

  - 成就辯才[5]。

## 外部連結
- 乾隆大藏經 佛說布施經 （页面存档备份，存于）